# Produktsicherheitslabel
Ein Produktsicherheitslabel stellt eine sicherheitsbezogene Information dar, die Nutzer von Produkten vor Gefährdungen warnt und anleitet, wie diese zu vermeiden sind. Er dient dazu, Personen und auch andere Lebewesen oder die Umwelt vor Schäden zu bewahren.

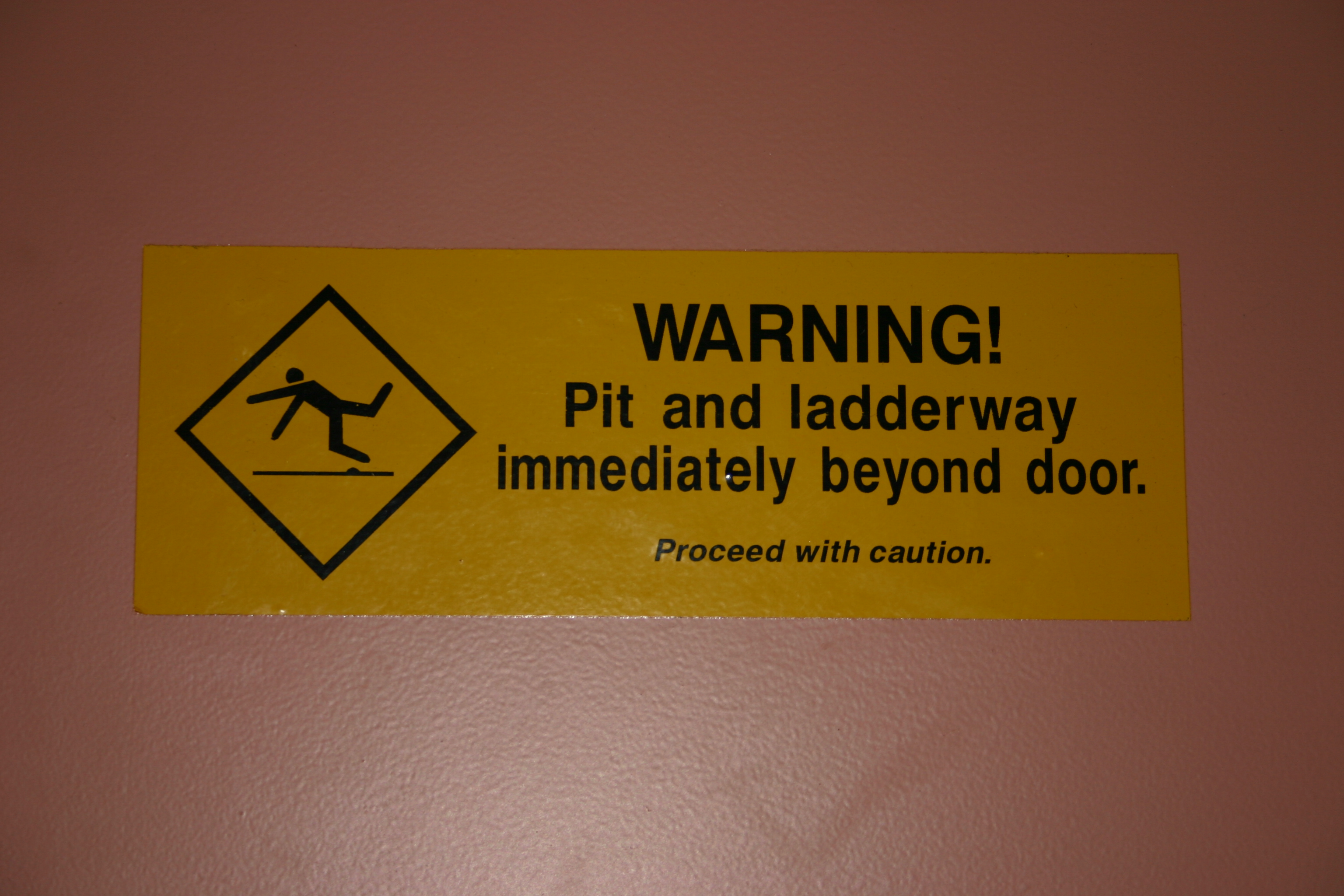
Open well caution sign 001

## Definition
Nach EN 82079-1 sind Produktsicherheitslabel nicht mit Sicherheitshinweisen oder Warnhinweisen zu verwechseln. Produktsicherheitslabel sind auf der Verpackung aufgedruckt oder auf dem Produkt selbst aufgebracht. Idealerweise werden die Produktsicherheitslabel in Gebrauchsanleitungen und Beipackzetteln ebenfalls, an der Stelle, wo die Gefährdungen auftreten, genannt. Grafische Symbole, Piktogramme, Kennzeichnungen und Produktsicherheitslabel, die auf dem Produkt selbst oder in Begleitmaterial angegeben sind, müssen in der Gebrauchsanleitung erklärt werden. Produktsicherheitslabel müssen genormte Sicherheitskennzeichen enthalten.

„Label an einem Produkt, das den Betrachter über eine oder mehrere potenzielle Gefährdungen informiert und die Sicherheitsvorkehrungen und/oder geforderten Handlungen aufzeigt, um die Gefährdung(en) zu vermeiden.“

Die ursprüngliche Definition für Produktsicherheitslabel kommt aus der ISO 17724:2003.

## Allgemeines
In der schriftlichen und visuellen Kommunikation, beispielsweise in Gebrauchsanleitungen, werden die Signalwörter ‚Gefahr‘ ‚Warnung‘ und ‚Vorsicht‘ eingesetzt, um die Aufmerksamkeit des Lesers auf eine bestimmte Textstelle zu lenken. Auf dem Produkt angebrachte Produktsicherheitslabel sollen den Benutzer auf Gefährdungen an dieser Stelle des Produktes warnen. Sie dienen dazu, die Produkthaftung des Herstellers zu minimieren und werden im Regelfall auf Basis einer vorhergehenden Risikoanalyse und/oder Gefährdungsbeurteilung erstellt. Sind Produktsicherheitslabel nicht richtig erstellt, kann bei Eintritt der Gefährdung ein Bußgeld verhängt werden.

## Grafische Symbole
Grafische Symbole einschließlich auf Produkten und in Gebrauchsanleitungen genutzter Sicherheitszeichen, die weder einfach verständlich noch eindeutig sind, müssen erklärt werden EN 82079.

## SAFE-Methode
Die SAFE-Methode ist ein Verfahren zur systematischen Gestaltung von Warnhinweisen, Sicherheitshinweisen und Produktsicherheitslabel. Die Schwere der Gefahr sowie Quelle der Gefahr ergeben sich aus der oben genannten Risikoanalyse. Das Akronym SAFE steht für:
- Schwere der Gefahr (Signalwort)
- Art und Quelle der Gefahr
- Folgen bei Missachtung der Gefahr
- Entkommen (Maßnahmen zur Abwehr der Gefahr)

## Signalwörter (gemäß EN 82079 und ANSI Z535)
Die Signalwörter geben Rückschluss auf die Schwere der Gefährdungen:
Personenschäden:
- GEFAHR bezeichnet eine unmittelbar drohende Gefahr. Wenn sie nicht gemieden wird, sind Tod oder schwerste Verletzungen die Folge.
- WARNUNG bezeichnet eine möglicherweise drohende Gefahr. Wenn sie nicht gemieden wird, können Tod oder schwerste Verletzungen die Folge sein.
- VORSICHT bezeichnet eine möglicherweise drohende Gefahr. Wenn sie nicht gemieden wird, können leichte oder geringfügige Verletzungen die Folge sein.

Produkt-/Maschinen-/Anlagenschäden (nur ANSI Z535):
- HINWEIS bezeichnet eine möglicherweise schädliche Situation. Wenn sie nicht gemieden wird, kann die Anlage oder etwas in ihrer Umgebung beschädigt werden.

## Normen
Zur Gestaltung von Produktsicherheitslabel müssen Normen herangezogen werden:
- EN 82079
- ANSI Z535
- DIN 4844-1 (nimmt auf ISO 3864-1 Bezug)
- ISO 3864-1